# 中輕井澤站
中輕井澤站（日语：／ Naka-Karuizawa eki */?）是位於長野縣北佐久郡輕井澤町大字長倉3091號，信濃鐵道的信濃鐵道線車站。

## 歷史
- 1910年（明治43年）7月15日 - 信越線開設沓掛站[1]。
- 1911年度（明治44年度）開設森林鐵道（小瀨林道）。在昭和31年度全線廢止[2]
- 1956年（昭和31年）4月10日 - 車站改名為中輕井澤站[1][3]。
- 1972年（昭和47年）3月15日 - 營業範圍由「一般運輸營業」變為「旅客、手提行李、小型行李和車載貨物」[4]。
- 1973年（昭和48年）8月6日 - 營業範圍變為「旅客、手提行李和小型行李」[5]。
- 1974年（昭和49年）10月1日 - 營業範圍變為「旅客和行李」[6]。
- 1984年（昭和59年）2月1日 - 營業範圍變為「旅客」[7]。
- 1987年（昭和62年）4月1日 - 伴隨國鐵分割民營化，車站由東日本旅客鐵道（JR東日本）營運[8]。
- 1997年（平成9年）10月1日 - 隨著北陸新幹線啟用，JR東日本車站由信濃鐵道接管。
- 2003年（平成15年）4月1日 - 成為簡易委託車站，委托了星野集團負責車站業務。
- 2011年（平成23年）4月1日 - 終止星野集團委託業務，再次成為直營車站。
- 2012年（平成24年）7月20日 - 跨站式站房開始使用[9]。
- 2013年（平成25年）4月1日 - 成為簡易委託車站。委托新和食品服務株式會社負責。同時延長車站當值時間。車站鄰接開設了地域交流設施「沓掛Terrace」。

## 車站構造
在信濃鐵道接管後，車站大樓全面翻新。從地面車站變成跨站式站房。於車站旁開設輕井澤町地域交流設施「沓掛Terrace」。
現時車站是一座地面車站，設有2面2線相對式月台。在車站大樓翻新前設有1面2線的島式月台（上行本線和中線）和單式月台（下行本線），共有2面3線。在信濃鐵道接管後，再沒有從此站出發的列車和以此站作為終點站的列車，同時隨著CTC化把中線撤走。隨著建設跨站式站房，上行本線遷移至曾經為中線的位置，月台由可容納12卡車廂縮短至6卡車廂。
曾經此站是信濃鐵道的直營車站，現時由新和食品服務株式會社負責櫃臺業務，為簡易委託車站。此站設有POS終端。另外，在信濃鐵道直營時代，職員當值時間為平日早上6時至黃昏6時，假日早上7時至黃昏6時。最初成為簡易委託車站後，當值時間為平日早上7時至10時30分、下午2時至7時，星期六及假日早上9時至中午12時、下午1時至6時。再次成為簡易委託車站後，由於有來自輕井澤町的經費支援，當值時間為每日早上6時至下午9時。

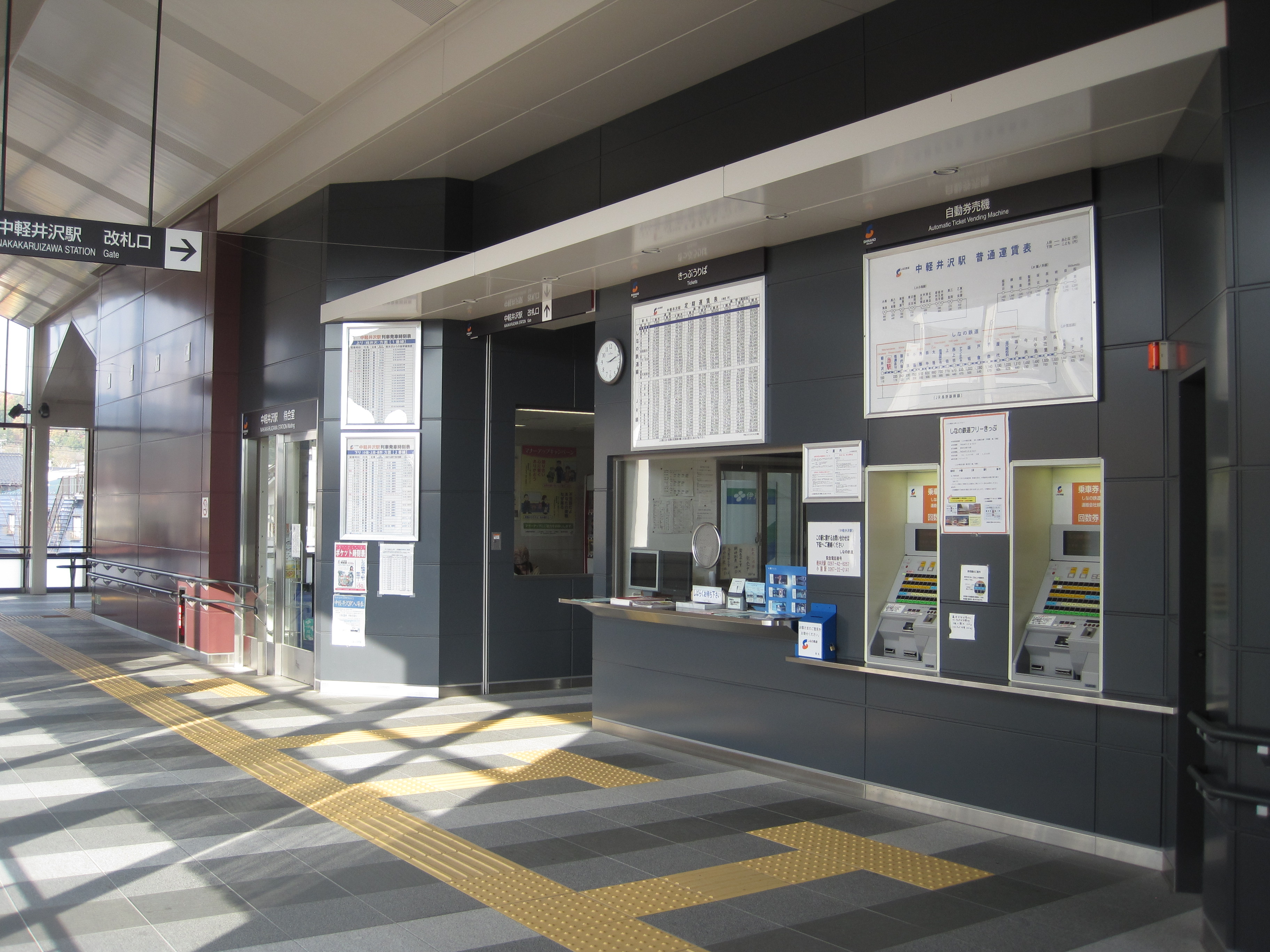
站內
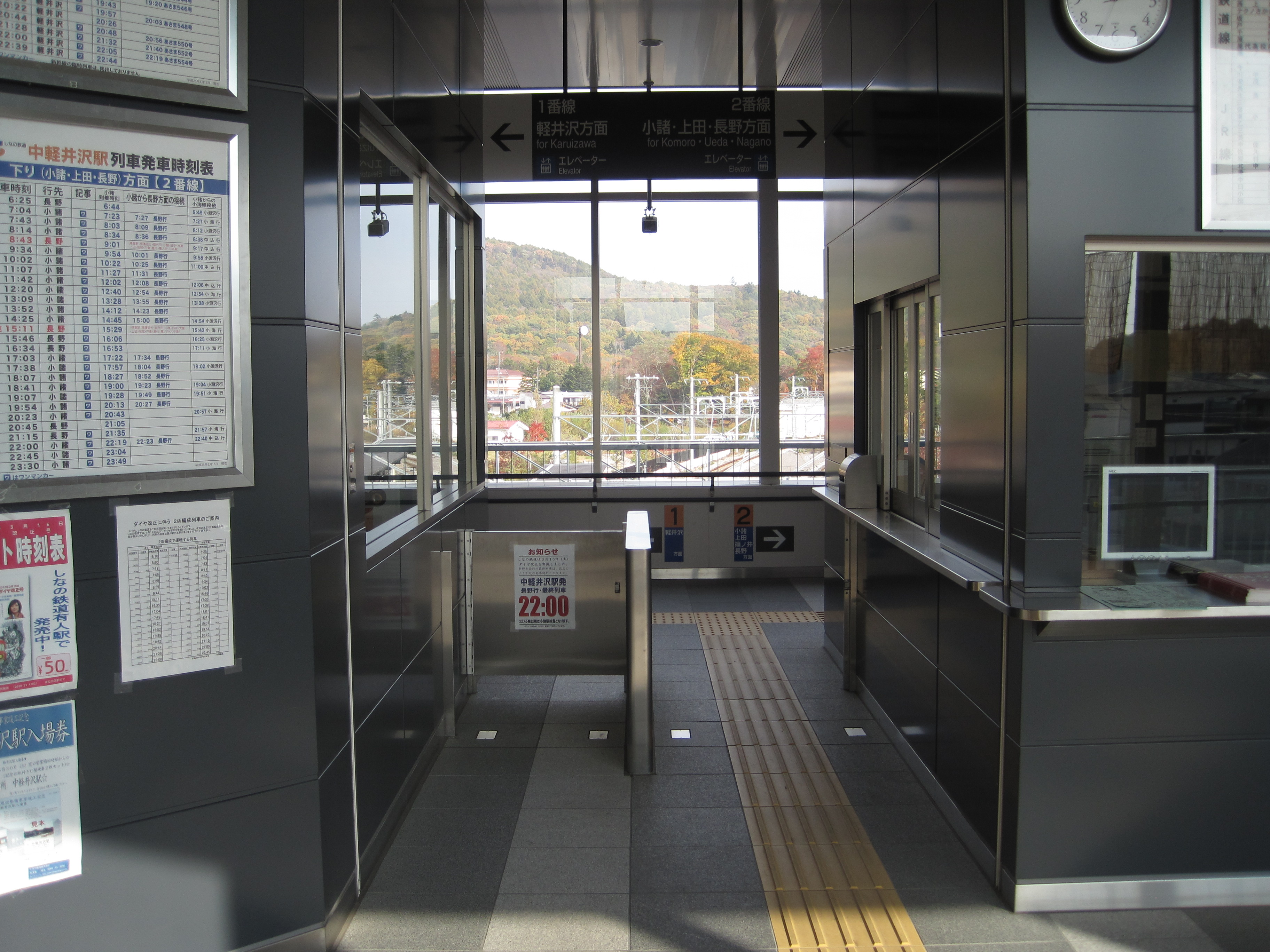
檢票口
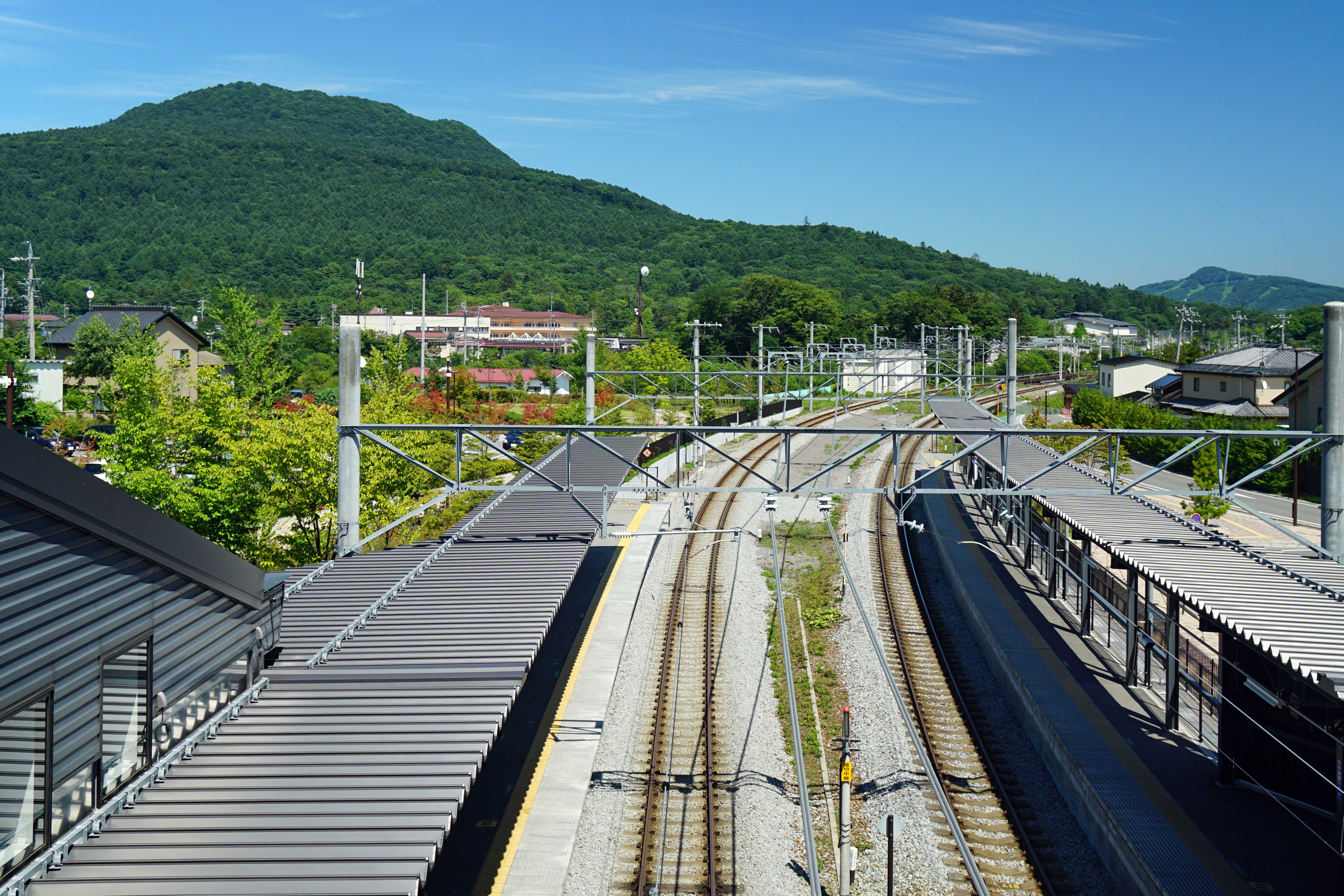
月台
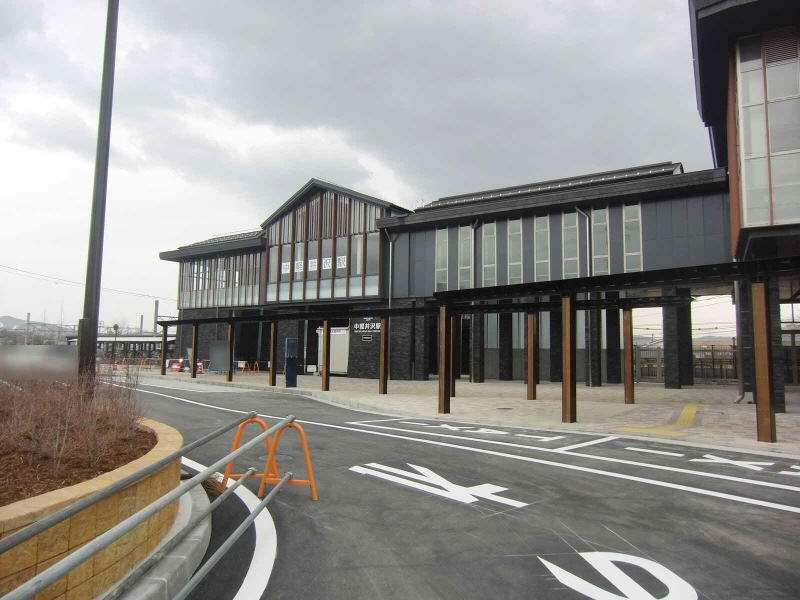
翻新後的車站大樓
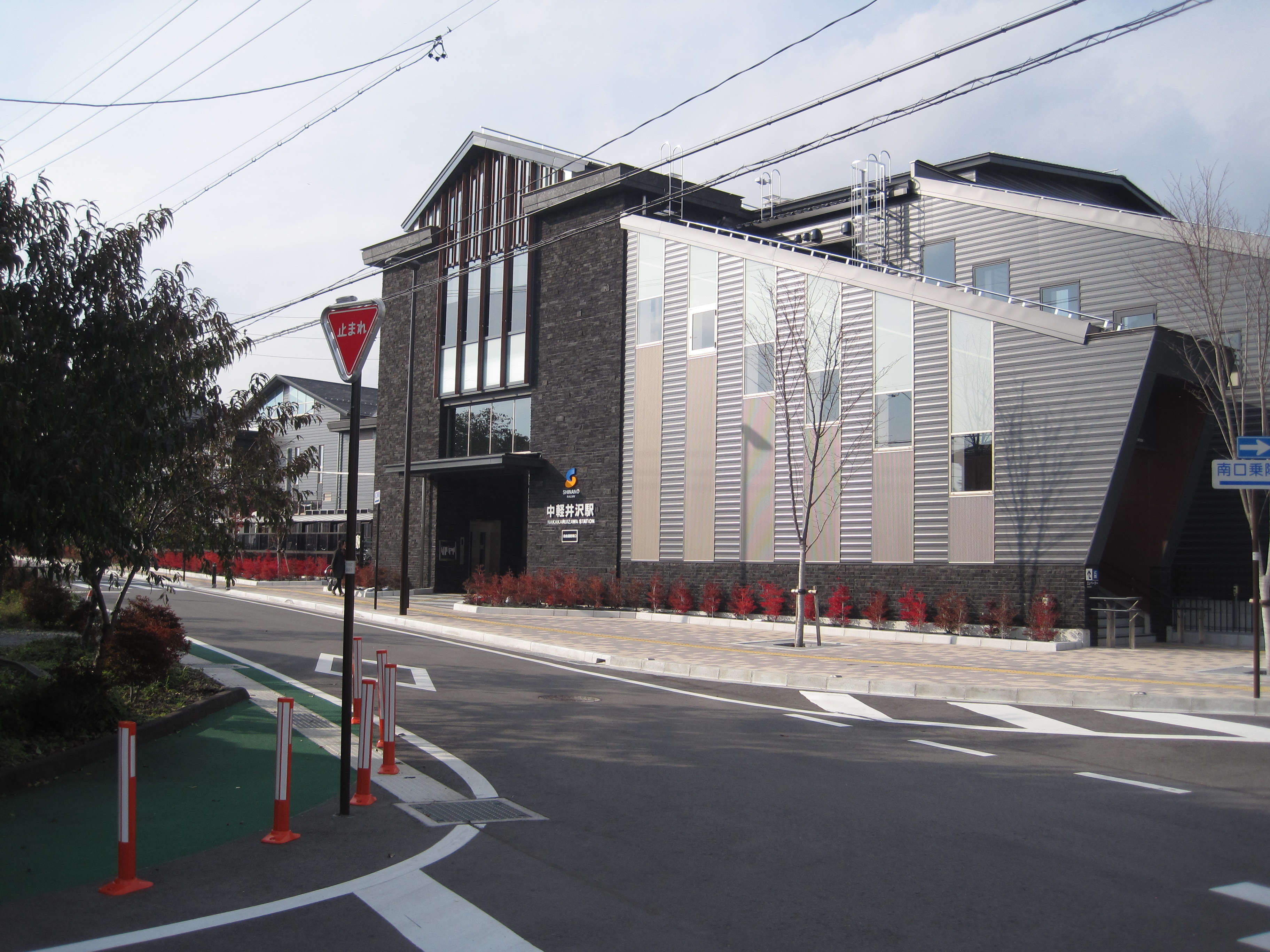
南出口
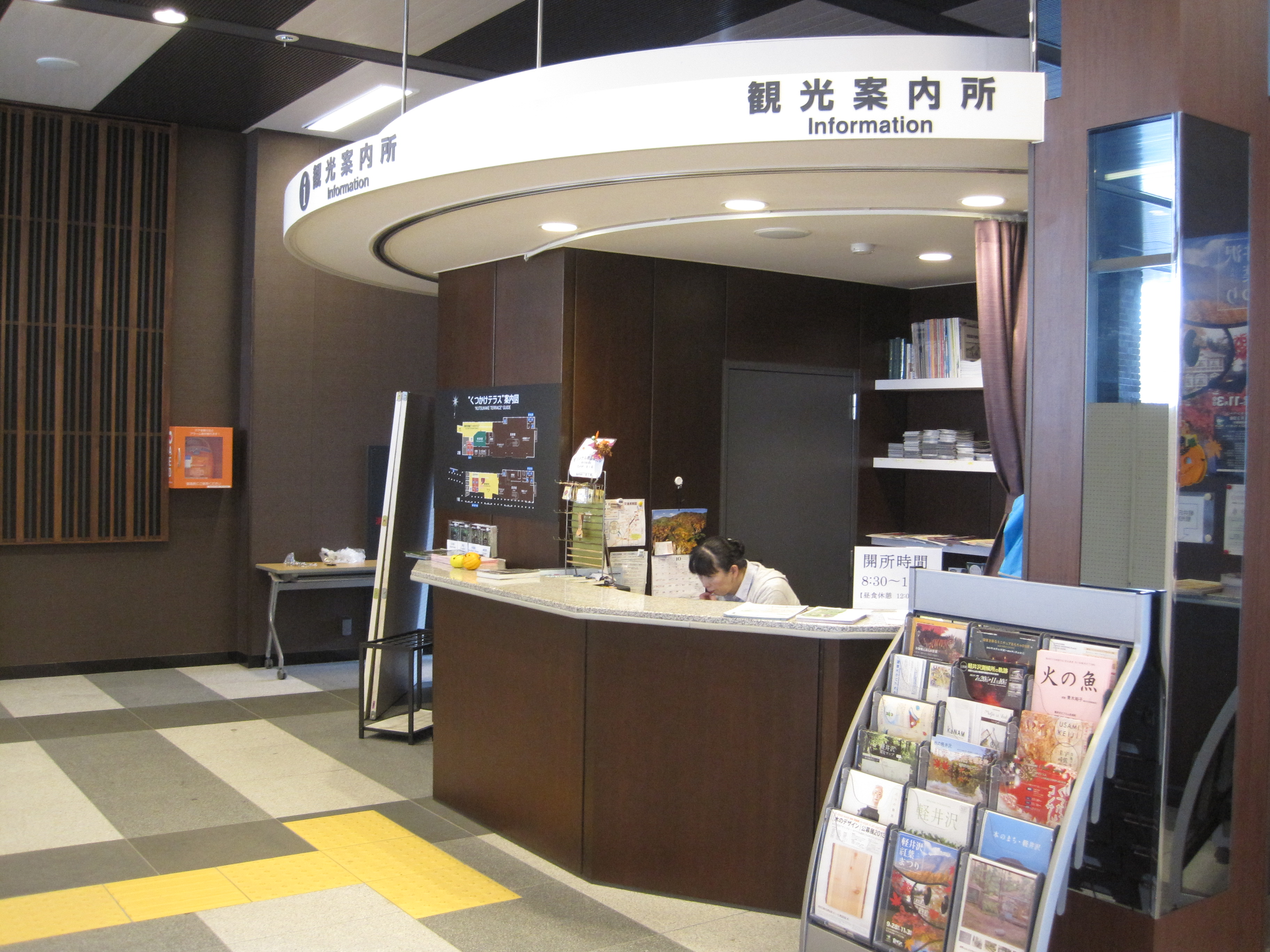
車站1樓的觀光詢問處
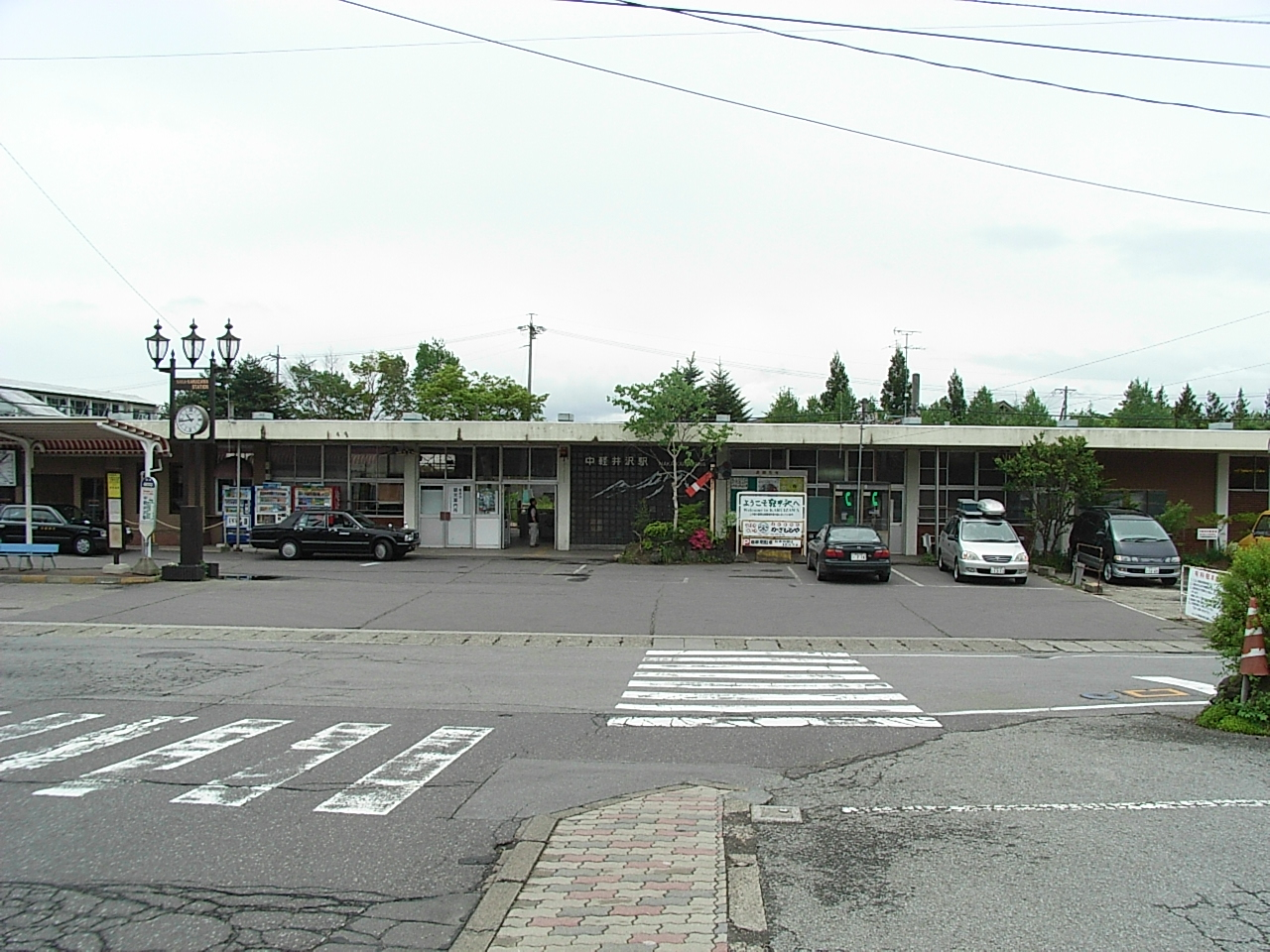
翻新前的舊車站大樓
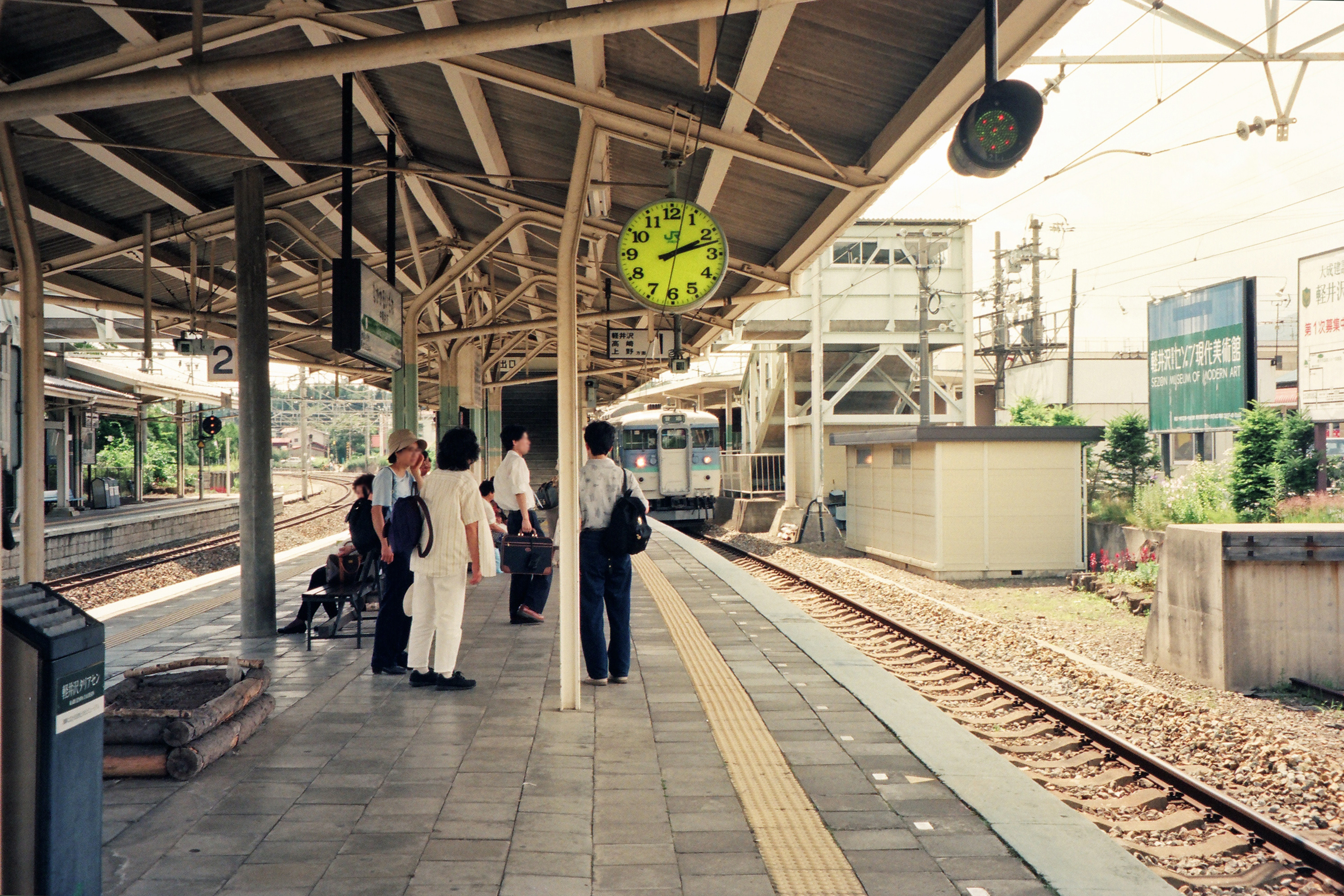
JR時代的舊月台

### 月台
| 月台 | 路線        | 上下行 | 方向           |
| ---- | ----------- | ------ | -------------- |
| 1    | ■信濃鐵道線 | 上行   | 輕井澤方向     |
| 2    | ■信濃鐵道線 | 下行   | 小諸、長野方向 |

## 使用狀況
在2019年（令和元年）度，1日平均乘車人次為670人。
以下為近年乘車人次變化：
| 乘車人次變化 | 乘車人次變化     | 乘車人次變化 |
| 年度         | 1日平均 乘車人次 |              |
| ------------ | ---------------- | ------------ |
| 1997年       | 436              |              |
| 1998年       | 487              |              |
| 1999年       | 471              |              |
| 2000年       | 461              |              |
| 2001年       | 459              |              |
| 2002年       | 445              |              |
| 2003年       | 421              |              |
| 2004年       | 432              |              |
| 2005年       | 454              |              |
| 2006年       | 452              |              |
| 2007年       | 476              |              |
| 2008年       | 459              |              |
| 2009年       | 448              |              |
| 2010年       | 423              |              |
| 2011年       | 447              |              |
| 2012年       | 454              |              |
| 2013年       | 529              |              |
| 2014年       | 573              |              |
| 2015年       | 579              |              |
| 2016年       | 620              |              |
| 2017年       | 738              |              |
| 2018年       | 750              |              |
| 2019年       | 670              |              |

## 車站周邊
- 地域交流設施「沓掛Terrace」（鄰接此站）
  - 輕井澤町立中輕井澤圖書館（日语：軽井沢町立図書館）
- 輕井澤町公所（日语：軽井沢町役場）[1]
- 中輕井澤郵局
- 國道18號
- 長野縣道157號豐昇茂澤中輕井澤停車場線（日语：長野県道157号豊昇茂沢中軽井沢停車場線）
- 峠之茶屋收費站（鬼押高速公路（日语：鬼押ハイウェー））
- 西武觀光巴士（日语：西武観光バス） 輕井澤營業所

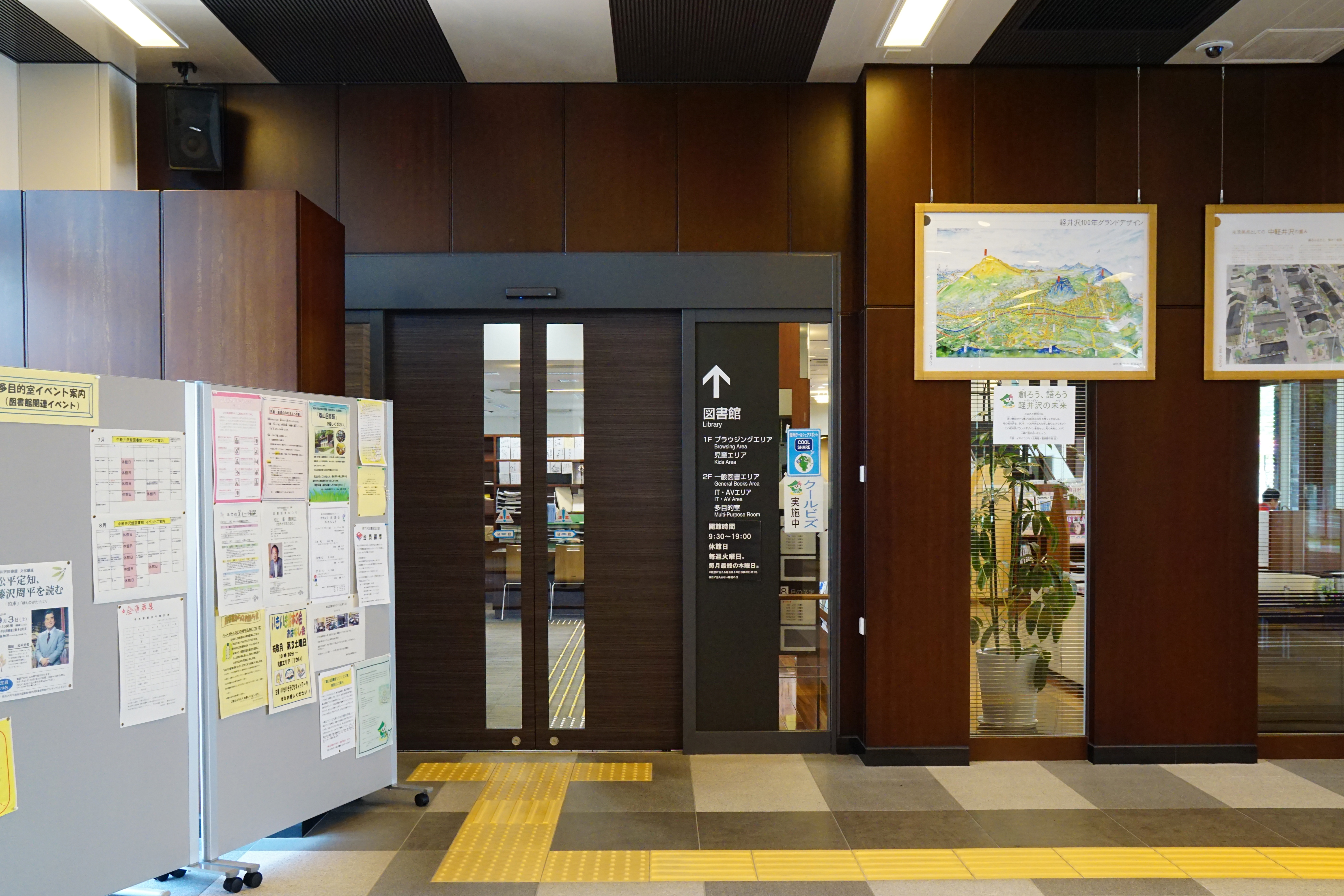
輕井澤町立中輕井澤圖書館入口
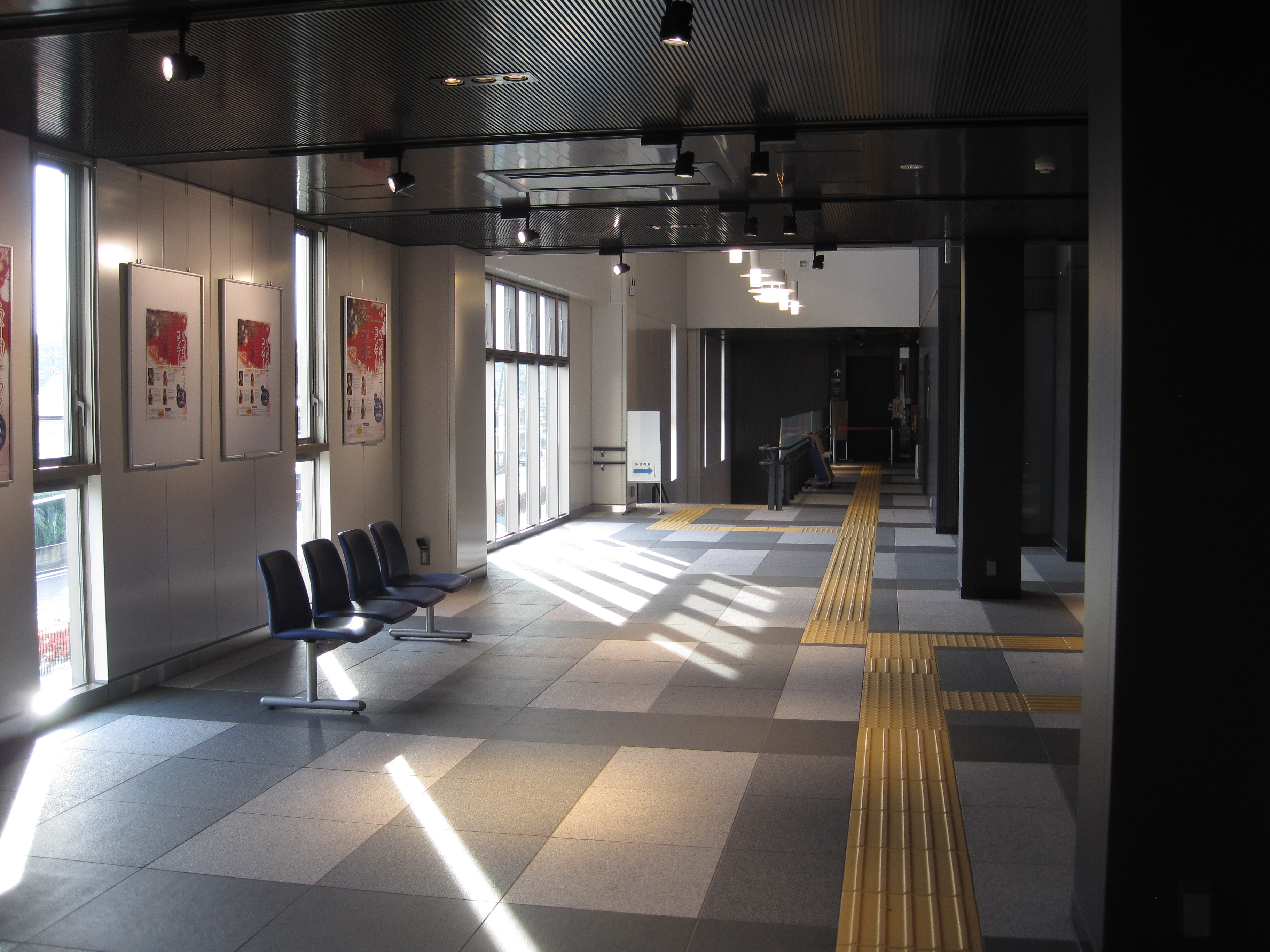
沓掛Terrace內

## 巴士路線
一般巴士路線
巴士站位於站前
- 西武觀光巴士（日语：西武観光バス）

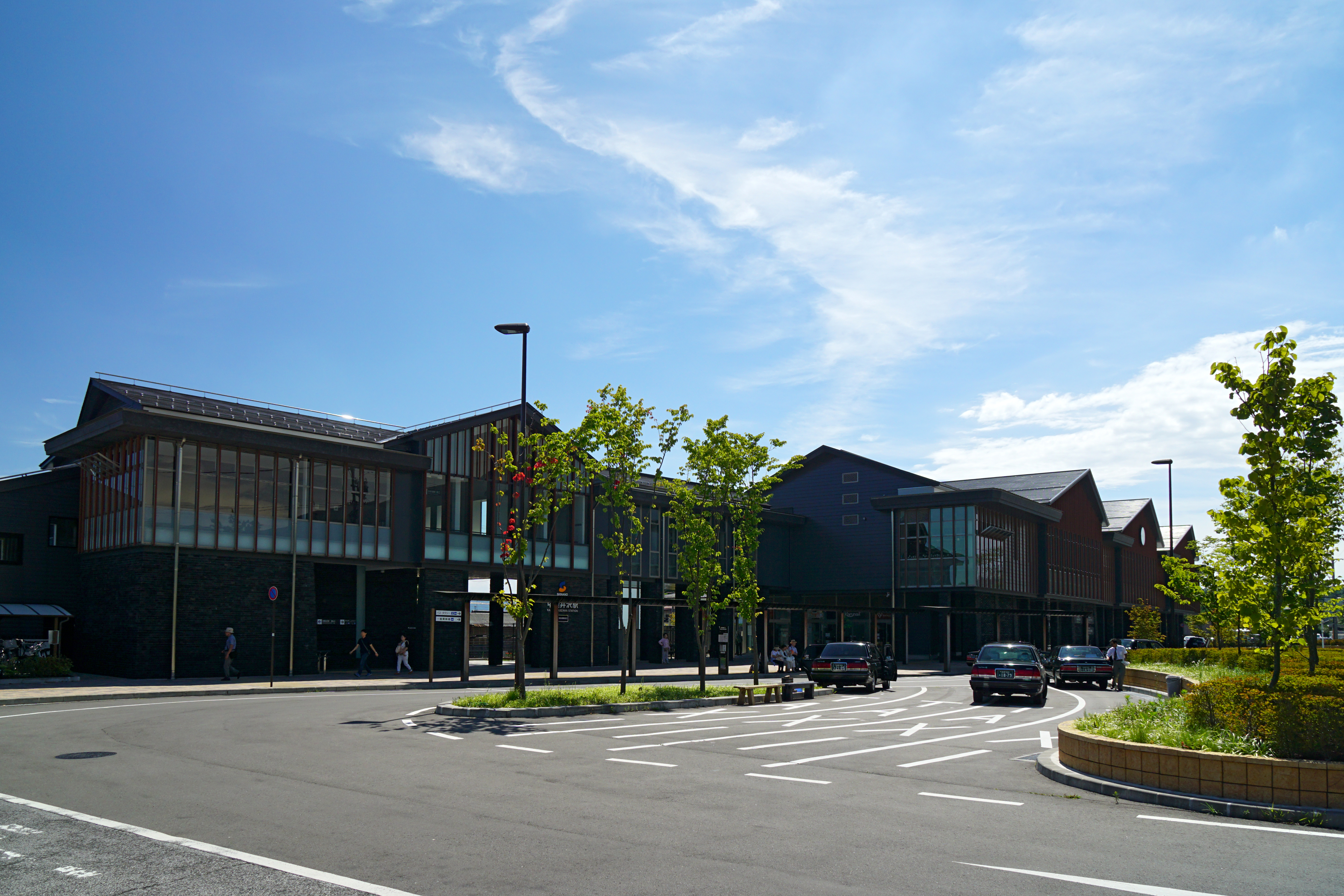
巴士迴旋路內

  - 中輕井澤站 - 輕井澤千瀧溫泉 - 鬼押出園 - 萬座·鹿澤口站 - 嬬戀王子酒店 - 萬座王子酒店 - 草津溫泉（日语：草津温泉駅）（淺間白根火山線，急行）
  - 中輕井澤站 - 輕井澤千瀧溫泉 - 鬼押出園 - 萬座·鹿澤口站 - 仙之入 - 草津溫泉（淺間白根火山線，各站停車）
  - 中輕井澤站 - 小谷澤 - 桔梗丘 - 輕井澤千瀧溫泉
  - 中輕井澤站 - 上發地 - 南輕井澤 - 西王子酒店 - 輕井澤站
  - 中輕井澤站 - 舊輕井澤 - 輕井澤站
  - 中輕井澤站 - 輕井澤站
  - 中輕井澤站 - 上發地 - 南輕井澤 - （町內循環巴士）
  - 輕井澤美術館、觀光循環巴士（北路線、南路線，季節性服務）
- 千曲巴士（日语：千曲バス）
  - 中輕井澤 - 古宿公民館 - 信濃追分站 - 追分公民館 - 三石公民館（町內循環巴士）

高速巴士
中輕井澤巴士站 （位於國道18號上的花屋前，步行5分鐘）
- 前往川越的場、練馬站（練馬區公所）、下落合站、池袋站東出口、Busta新宿（千曲三線，西武觀光巴士、千曲巴士聯營）
- 前往玉川上水站北出口、立川站北出口（立川線（日语：上田・小諸 - 立川線），千曲バス）
- 前往京都站八條出口、東梅田站（大阪站前）、阿部野橋站、USJ（日本環球影城）（千曲川Liner（日语：千曲川ライナー）（夜行巴士），千曲巴士、近鐵巴士（日语：近鉄バス）聯營）

## 相鄰車站
信濃鐵道
■信濃鐵道線
- 部分特別快速「輕井澤渡假」的停車站，觀光列車「六門」停車站

□快速、■普通
輕井澤－中輕井澤－信濃追分

## 注腳
1. 1 2 3 4 5 6 7 8 9 10  信濃毎日新聞社出版部. . 信濃毎日新聞社. 2011-07-24: 239. ISBN 9784784071647 （日语）.
2. ↑   矢部三雄編著《近代化遺産 国有林森林鉄道全データ 中部編》』信濃毎日新聞社，2015年，85頁
3. ↑  1956年（昭和31年）4月3日日本國有鐵道公示第119號
4. ↑  1972年（昭和47年）3月15日日本國有鐵道公示第654號「停車場之營業範圍修正」
5. ↑  1973年（昭和48年）8月6日日本國有鐵道公示第111號「停車場之營業範圍修正」
6. ↑  1974年（昭和49年）9月12日日本國有鐵道公示第208號「車站營業範圍修正」
7. ↑  1984年（昭和59年）1月30日日本國有鐵道公示第174號「車站營業範圍修正」
8. ↑  《交通年鑑 昭和63年版》交通協力會，1988年3月。
9. ↑   (PDF) (新闻稿). しなの鉄道. 2012-09-10  [2020-07-03]. （原始内容存档 (PDF)于2020-07-03） （日语）.
10. ↑   (PDF). 軽井沢町: 75. 2020-06  [2020-07-03]. （原始内容存档 (PDF)于2020-07-03） （日语）.
11. ↑  平成30年度「輕井澤町之統計」和平成19年度「輕井澤町統計書」

## 外部連結
- 中輕井澤站（信濃鐵道） （页面存档备份，存于）（日語）
- 輕井澤町地域交流設施「沓掛Terrace」 （页面存档备份，存于）